# Carpella aequidistans
Carpella aequidistans är en fjärilsart som beskrevs av Thierry-mieg 1893. Carpella aequidistans ingår i släktet Carpella och familjen mätare. Inga underarter finns listade i Catalogue of Life.